# (32168) 2000 NP9
2000 NP9 (asteroide 32168) é um asteroide da cintura principal. Possui uma excentricidade de 0.12603880 e uma inclinação de 6.94894º.
Este asteroide foi descoberto no dia 10 de julho de 2000 por Paulo R. Holvorcem em Valinhos.